# Desvío km 443
Desvío km 443 es una estación de ferrocarril ubicada en el departamento Tapenagá, provincia del Chaco, Argentina. Se encuentra sobre la Ruta Provincial 7 a mitad de camino de las localidades de La Sabana y Charadai.

## Servicios
Es una estación intermedia del servicio interprovincial que presta la empresa estatal Trenes Argentinos Operaciones entre las estaciones Los Amores y Cacuí, Provincia del Chaco.
Presta un servicio ida y vuelta cada día hábil entre cabeceras.
Las vías por donde corre el servicio, corresponden al Ramal F del Ferrocarril General Belgrano, las mismas son propiedad del estado de la Provincia del Chaco.